# Emma Roberts
Emma Rose Roberts (Rhinebeck, Nueva York, 10 de febrero de 1991) es una actriz, cantante, modelo y productora de cine y televisión estadounidense.
Obtuvo el papel principal de Chanel Oberlin en la serie de comedia de terror de FOX Scream Queens (2015–2016), y ha participado en seis temporadas de la serie antológica de terror de FX American Horror Story: Coven, Freak Show, Cult, Apocalypse, 1984 y Delicate. Después de hacer su debut cinematográfico como Kristina Jung en la película de crimen Blow (2001), ganó reconocimiento con su papel en la serie de Nickelodeon Unfabulous (2004–2007). En 2005, lanzó su primer álbum de estudio, Unfabulous and More. Posteriormente, apareció en numerosas películas, incluyendo  Nancy Drew (2007), Wild Child (2008), Hotel for Dogs (2009), Valentine's Day (2010), It's Kind of a Funny Story (2010) y The Art of Getting By (2011).
En busca de roles más maduros, obtuvo papeles protagónicos en las películas Lymelife (2009), 4.3.2.1. (2010), Scream 4 (2011), Adult World (2013), We're the Millers (2013), Palo Alto (2013), The Blackcoat's Daughter (2015) y Nerve (2016).

## Primeros años
Roberts nació en Rhinebeck, Nueva York. Es hija del actor estadounidense Eric Roberts y Kelly Cunningham. Es hijastra de Eliza Garrett y sobrina de las actrices Julia Roberts y Lisa Roberts Gillan. Tiene dos hermanastros, Morgan y Keaton Simons. Su medio 
hermana, Grace Nickels (hija de su madre y del exbajista de L.A. Guns, Kelly Nickels) nació en 2001. En 2005, durante una entrevista, dijo que se sentía más cercana a su madre y a su padrastro y que no ve a su padre con frecuencia.
Entre 2004 y 2005, asistió al Archer School for Girls en Brentwood, California. Sobre su educación, en una entrevista de 2007 dijo: «Tengo un profesor particular y tenemos tres horas de escuela todos los días. De esa manera, estoy atrapada en mi trabajo y luego, cuando no estoy haciendo mi tarea, estoy rodando una cosa u otra».

## Carrera como actriz

### Inicios de su carrera (2001-2003)

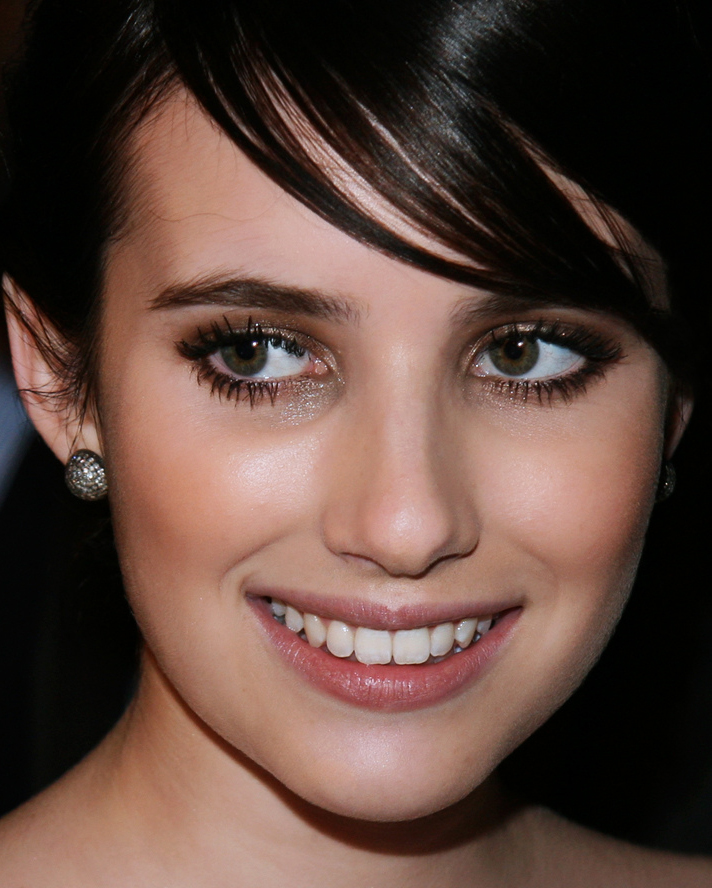
Roberts en el Festival Internacional de Cine de Toronto de 2010

Durante su niñez, pasaba mucho tiempo en los sets de películas en las que participaba su tía Julia Roberts. Estas experiencias le generaron a los cinco años el deseo de seguir los pasos de su padre y su tía en la industria del cine. A pesar de que su madre se opuso inicialmente, buscando que su hija tuviera una niñez normal, hizo su debut como actriz en el drama Blow de Ted Demme (la primera película para la que se presentó) a los nueve años. En esta interpretó a Kristina Jung, la hija del personaje del vendedor de drogas George Jung, interpretado por Johnny Depp. Como la película fue clasificada R, su madre no le permitió verla hasta que cumplió los dieciocho. Por ello, Demme hizo una cinta para ella que incluía solamente las escenas en las que ella aparecía.
En 2001, tuvo un papel en el corto bigLove de Leif Tilden (en el que también participó su futuro padrastro, Kelly Nickels), y apareció en una escena en la película America's Sweethearts, actuando junto con Julia Roberts.
Luego de esto, participó en otras dos películas: Grand Champion, como la hermana del personaje principal Buddy (Jacob Fisher), y Spymate, donde interpretó a la hija secuestrada del exagente secreto Mike Muggins, interpretado por Chris Potter, quien intenta rescatarla con la ayuda de un mono espía. En agosto de 2004, Gran Champion se estrenó en los cines brevemente, mientras que Spymate no se estrenó sino hasta febrero de 2006 en Canadá, seguido de su lanzamiento en DVD en abril. En agosto de 2003, obtuvo un papel protagónico en lo que pudo haber sido una película independiente llamada Daisy Winters, en la que actuaría junto con Rachel Weisz. Sin embargo, el proyecto nunca fue filmado debido a problemas financieros.

### Unfabulousy primeros papeles protagónicos (2004-2012)
Se convirtió en un ícono adolescente a los trece años, representando a Addie Singer en la serie de televisión de la cadena Nickelodeon, Unfabulous, que empezó a transmitirse en septiembre de 2004 en los Estados Unidos. El canal quería que ella fuera la protagonista desde un principio, pero la creadora de la serie, Sue Rose, no estaba convencida de ello hasta que la vio en la audición para el papel, cantando y tocando la guitarra. Por su papel, obtuvo varias nominaciones a los Teen Choice Awards y los Young Artist Awards. La serie se convirtió en uno de los programas más vistos del canal y se programaron otras dos temporadas. El show salió al aire durante tres temporadas entre 2004 y 2007 y emitió cuarenta y dos episodios. La tercera y última temporada finalizó el 16 de diciembre de 2007.
La serie de televisión está centrada en Addie Singer (Roberts), una estudiante de séptimo grado que escribe canciones sobre su vida. El 6 de octubre de 2006, se estrenó en Nickelodeon una película para televisión basada en la serie, Unfabulous: The Perfect Moment. Debido a su personaje de su serie que escribe canciones y toca la guitarra, Nickelodeon consideró una carrera en la música para Roberts, siguiendo el ejemplo de otras actrices y cantantes pop del momento como Hilary Duff y Lindsay Lohan. En 2004, realizó una aparición especial en el episodio «Honor Council» de la serie de Nickelodeon Drake & Josh.
En 2006, regresó a la pantalla grande junto con Sara Paxton y JoJo en Aquamarine, película que trata sobre dos chicas (Roberts y JoJo) que encuentran una sirena (Paxton) en su piscina. La cinta quedó en el quinto lugar en la taquilla en su primer fin de semana con ocho millones de dólates Por su papel, la actriz ganó un premio Young Artist. Después de Aquamarine, había de participar en Camp Couture, producida por su madre, y Bras and Broomsticks, basada en el libro homónimo de Sarah Mlynowski, pero ninguna fue filmada finalmente. Ese mismo año, ella y el cantante Teddy Geiger fueron el blanco de una broma en un episodio del programa Punk'd. A comienzos de 2006 terminó el rodaje de Nancy Drew, película en la que la actriz interpreta a una joven detective que debe resolver un caso sobre la misteriosa muerte de una famosa actriz de Hollywood. Nancy Drew se estrenó el 15 de junio de 2007 y recaudó más de siete millones de dólares en su primer fin de semana, aunque no fue bien recibida por la crítica. A finales de ese año, terminó de filmar Wild Child, donde encarnó a Poppy Moore, una adolescente rebelde que es enviada por su padre a una escuela en Londres. En diciembre de 2007, comenzó a rodar otra película donde tuvo un papel protagónico, Hotel for Dogs, basada en una novela de Lois Duncan. El largometraje se estrenó a inicios de 2009.
En 2010, actuó en seis películas: integró el reparto de Valentine's Day, en la que también apareció Julia Roberts; tuvo una participación en el largometraje de Japón Memoirs of a Teenage Amnesiac; encarnó a Molly en Twelve; interpretó a Joanne en 4.3.2.1.; apareció  con Keir Gilchrist en It's Kind of a Funny Story; y actuó en Virginia, escrita y dirigida por Dustin Lance Black. En cambio, en los siguientes dos años apareció en tres películas: en Scream 4, que se estrenó el 15 de abril de 2011; encarnó a Sally en The Art of Getting By; e integró el reparto de la comedia romántica Celeste and Jesse Forever.

### American Horror StoryyScream Queens(2013-presente)

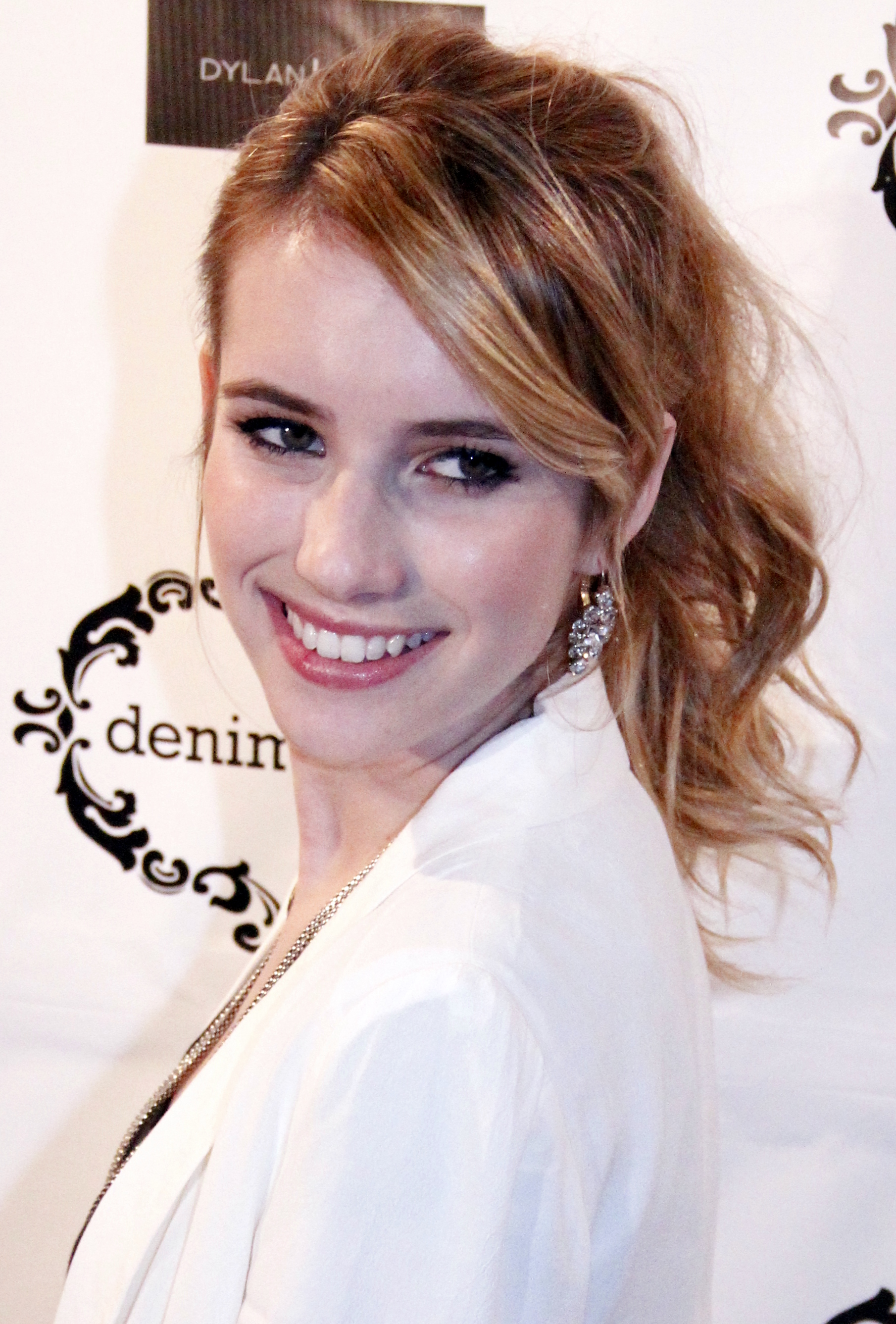
Roberts en el evento Denim Habit en Nueva York, en octubre de 2011

El 7 de febrero de 2013, la revista The Hollywood Reporter confirmó que había sido elegida para protagonizar un piloto para Fox llamado Delirium, basado en las novelas de Lauren Oliver. Interpretó a Lena Haloway, la protagonista, pero Fox decidió no continuar el show. Luego actuó con Jennifer Aniston y Jason Sudeikis en la película de comedia We're the Millers, que se estrenó el 7 de agosto de 2013 y recibió críticas de todo tipo por parte de la prensa especializada, aunque fue un éxito financiero, pues recaudando más de 269 millones de dólares frente a un presupuesto de 37 millones. Posteriormente, apareció en la tercera temporada de la serie de antología de horror de FX American Horror Story, llamada American Horror Story: Coven, desde finales de 2013 hasta enero de 2014. En esta interpretó a una famosa actriz de Hollywood llamada Madison Montgomery, que también resulta ser una bruja elequinética. Más tarde, encarnó a Maggie Esmerelda, una estafadora que se hace pasar por una adivina, en American Horror Story: Freak Show.
Interpretó el papel principal en el debut como directora de Gia Coppola, Palo Alto, basado en la colección de cuentos cortos de James Franco del mismo nombre. La película fue lanzada en mayo de 2014 a críticas mayormente positivas, con elogios especiales por su desempeño. Tom Shone de The Guardian e Ian Freer de Empire la llamaron la «estrella» de la película, con Freer describiendo la actuación como «desgarradora», ya que «sugiere anhelos y ansiedades sin exagerar. Al igual que la película en sí misma».
Apareció junto con su coprotagonista de Palo Alto Nat Wolff en la película Ashby, interpretando el papel secundario de Eloise. La cinta tuvo su estreno mundial en el Festival de Cine de Tribeca el 19 de abril de 2015, y fue lanzada el 25 de septiembre, en un lanzamiento limitado y a través de video bajo demanda. Después de esto,  apareció en la película de terror The Blackcoat's Daughter (también conocida por su título original de February) junto a Kiernan Shipka. Dirigida por Osgood Perkins, el largoemtraje se estrenó en el Festival Internacional de Cine de Toronto en 2015. Interpretó el personaje principal de Chanel Oberlin en la primera temporada de la serie de terror de Fox Scream Queens, junto con Jamie Lee Curtis y Lea Michele. La serie fue creada por los productores de American Horror Story Ryan Murphy y Brad Falchuk, con el productor de Glee Ian Brennan. Al año siguiente, la actriz repitió el papel en la segunda temporada de Scream Queens. La serie fue cancelado después de dos temporadas. En 2016, protagonizó junto con Dave Franco en la adaptación de Lionsgate de la novela para jóvenes adultos Nerve. En junio, participó en un video que la Human Rights Campaign lanzó en homenaje a las víctimas de la masacre de la discoteca Pulse de Orlando. El 21 de agosto de 2017, Ryan Murphy anunció que la actriz regresaría a American Horror Story para su séptima temporada, Cult. Durante el mes de junio de 2018, confirmó que aparecería en la octava temporada de la serie, donde interpretaría, por segunda vez, a Madison Montgomery.
Ese mismo año, interpretó a Hallie en la película de Sam Boyd In a Relationship, e integró el reparto de Billionaire Boys Club, escrita y dirigida por James Cox. También hizo una aparición en el video musical del tema «Nice for What» del rapero Drake.
En septiembre de 2020, se anunció que firmó un contrato de televisión en Hulu.

## Otros proyectos

### Música
En septiembre de 2005, lanzó su álbum debut, Unfabulous and More, bajo los sellos Columbia Records y Nick Records. Sirvió como banda sonora de la serie de televisión Unfabulous, que protagonizó, y alcanzó el puesto #46 en la tabla Billboard's Top Heatseekers. En septiembre, dos sencillos promocionales fueron lanzados del disco:. «I Wanna Be» y «Dummy». El álbum incluye varias canciones originales (entre ellos, «I Wanna Be» y «Dummy», que también fueron lanzados como videos musicales, «I Have Arrived», y «This Is Me», (todos coescritos por ella), así como algunas de las canciones de Addie de la primera temporada, incluyendo «Punch Rocker» y «New Shoes» (del episodio «The Party»), «94 Weeks (Metal Mouth Freak)» (de «El Bar Mitzvah») y «Mexican Wrestler» (que había aparecido previamente en el año 2000 por Jill Sobule en su álbum Pink Pearl, y en el episodio «The 66 Day» de Unfabulous). Heather Phares de Allmusic la elogió por su voz. En el mismo año, la actriz compuso el tema «If I Had It My Way» para la banda sonora de la película de Disney Ice Princess. En 2006, hizo un cover de la canción «Island in the Sun», que fue grabada originalmente por Weezer en 2001, para la banda sonora de la película Aquamarine, en la que es una de las protagonistas.
En 2007, dijo en una entrevista: «Hace un par de años sí quería entrar en el mundo de la música, pero ahora todo el mundo lo hace, así que ya no estoy interesada; pero me gusta mucho escribir canciones, en la música no soy buena. Con la guitarra, honestamente ya perdí práctica, no lo hago más». Además, añadió: «En este momento me estoy centrando en las películas, me estoy preparando para iniciar una nueva película en este verano, lo que me está quitando mucho tiempo. Creo que cuando sea un poco mayor, definitivamente va a ser algo que voy a seguir».
En otra entrevista, dijo: «Mi carrera musical está en espera indefinidamente. No me gusta la gente que es como cantante/actor. Creo que la gente debe ser uno o el otro, porque por lo general no va a ser grande en ambos. Vas mejor en uno, por lo que puede ser que también se adhieren a la que estás bien. Yo voy por la actuación». Su música favorita es la de Avril Lavigne, Nelly Furtado y Lily Allen, entre otros, y los soundtracks de las películas Juno y P.S. I Love You.

### Moda
En 2006, fue seleccionada por los diseñadores de bolsos Dooney & Bourke para que sea su modelo de una nueva colección de ese año, lo que le permitió a la actriz poder crear su propia línea de bolsos. Manifestó su alegría al ser elegida para ser modelo de campaña, ya que ella es una gran fan de los bolsos.
En febrero de 2009, fue nombrada embajadora de la marca Neutrogena y apareció en anuncios impresos y de televisión para la empresa. También ha aparecido varias veces como parte de las mejores vestidas por Teen Vogue: en junio de 2007, septiembre de 2008, diciembre de 2008 y febrero de 2009, entre otras ocasiones.
En enero de 2021, rinde homenaje a su tía Julia Roberts como la nueva embajadora de la colección Pretty Woman correspondiente a la firma de joyería francesa Fred.

## Vida personal
En septiembre de 2011, empezó a asistir al Sarah Lawrence College, pero en enero de 2012 había dejado de estudiar para concentrarse en los compromisos laborales.

### Relaciones
Desde agosto de 2012 hasta marzo de 2019 estuvo en una relación con el actor Evan Peters, con el cual se comprometió en 2014.
En marzo de 2019, inició una relación con el actor y músico Garrett Hedlund y en junio de 2020 se hizo público que esperaban su primer hijo. En agosto de 2020, junto a Hedlund confirmaron el embarazo oficialmente a través de Instagram y revelaron que esperaban un varón. En diciembre de 2020, se convirtió en la primera celebridad embarazada en aparecer en la portada de la revista Cosmopolitan. Su hijo Rhodes Robert Hedlund nació el 27 de diciembre de 2020 en Los Ángeles. El actor y cantante de country Tim McGraw es el padrino del hijo de Roberts. En enero de 2022, se reporta que Roberts y Hedlund se separaron.
El 16 de julio de 2024, Roberts anunció su compromiso con el actor Cody John. La pareja comenzó su relación en agosto de 2022.

## Filmografía
| Año  | Título original               | Personaje                     | Notas                        |
| ---- | ----------------------------- | ----------------------------- | ---------------------------- |
| 2001 | Blow                          | Kristina Sunshine Jung        |                              |
| 2001 | BigLove                       | Delilah                       | Cortometraje                 |
| 2001 | America's Sweethearts         | Chica con la camiseta púrpura | Sin acreditar                |
| 2002 | Grand Champion                | Sister                        |                              |
| 2006 | Spymate                       | Amelia Muggins                |                              |
| 2006 | Aquamarine                    | Claire Brown                  |                              |
| 2007 | Nancy Drew                    | Nancy Drew                    |                              |
| 2008 | Wild Child                    | Poppy Moore                   |                              |
| 2008 | Lymelife                      | Adrianna Bragg                |                              |
| 2008 | The Flight Before Christmas   | Wilma                         | Voz                          |
| 2009 | Hotel for Dogs                | Andi                          |                              |
| 2009 | The Winning Season            | Abbie Miller                  |                              |
| 2010 | Twelve                        | Molly Norton                  |                              |
| 2010 | Valentine's Day               | Grace Smart                   |                              |
| 2010 | Memoirs of a Teenage Amnesiac | Alice Leeds                   |                              |
| 2010 | 4.3.2.1                       | Joanne «Jo»                   |                              |
| 2010 | It's Kind of a Funny Story    | Noelle Clinton                |                              |
| 2010 | Virginia                      | Jessie Tipton                 |                              |
| 2011 | The Art of Getting By         | Sally Howe                    |                              |
| 2011 | Scream 4                      | Jill Roberts                  |                              |
| 2012 | Celeste and Jesse Forever     | Riley Banks                   |                              |
| 2013 | Adult World                   | Amy Anderson                  |                              |
| 2013 | We're the Millers             | Casey Mathis / Casey Miller   |                              |
| 2013 | Palo Alto                     | April May                     |                              |
| 2013 | Empire State                  | Nancy Michaelides             |                              |
| 2015 | I Am Michael                  | Rebekah Fuller                |                              |
| 2015 | Ashby                         | Eloise                        |                              |
| 2015 | The Blackcoat's Daughter      | Joan Marsh                    |                              |
| 2016 | Nerve                         | Venus «Vee» Delmonico         |                              |
| 2017 | Who We Are Now                | Jess                          |                              |
| 2018 | In a Relationship             | Hallie                        | También productora ejecutiva |
| 2018 | Billionaire Boys Club         | Sydney Evans                  |                              |
| 2018 | Little Italy                  | Nicoletta «Nikki» Angioli     |                              |
| 2019 | Paradise Hills                | Uma / Anna                    |                              |
| 2019 | UglyDolls                     | Wedgehead                     | Voz                          |
| 2020 | The Hunt                      | «Yoga Pants»                  |                              |
| 2020 | Holidate                      | Sloane Benson                 |                              |
| 2022 | Abandoned                     | Sara Davis                    | También productora           |
| 2022 | About Fate                    | Margot Hayes                  |                              |
| 2023 | Maybe I Do                    | Michelle                      |                              |
| 2024 | Madame Web                    | Mary Parker                   |                              |
| 2024 | Space Cadet                   | Tiffany «Rex» Simpson         | También productora ejecutiva |

| Año       | Título                            | Personaje                  | Notas                                                    |
| --------- | --------------------------------- | -------------------------- | -------------------------------------------------------- |
| 2004–2007 | Unfabulous                        | Addie Singer               | Protagonista; 41 episodios                               |
| 2004      | Drake & Josh                      | Addie Singer               | Episodio: «Honor Council»                                |
| 2006–2012 | Punk'd                            | Ella misma                 | 2 episodios                                              |
| 2007      | The Hills                         | Ella misma                 | Episodio: «Young Hollywood»                              |
| 2010      | Jonas L.A.                        | Ella misma                 | Episodio: «House Party»                                  |
| 2010      | Take Two with Phineas and Ferb    | Ella misma                 | Episodio: «Emma Roberts»                                 |
| 2011      | Extreme Makeover: Home Edition    | Ella misma                 | Episodio: «The Brown Family»                             |
| 2013      | Family Guy                        | Amanda Barrington (voz)    | Episodio: «No Country Club for Old Men»                  |
| 2013–2014 | American Horror Story: Coven      | Madison Montgomery         | Principal; 13 episodios                                  |
| 2014      | Delirium                          | Lena Haloway               | Piloto de televisión                                     |
| 2014–2015 | American Horror Story: Freak Show | Maggie Esmerelda           | Principal; 10 episodios                                  |
| 2015–2016 | Scream Queens                     | Chanel Oberlin             | Protagonista; 23 episodios                               |
| 2017      | American Horror Story: Cult       | Serena Belinda             | Episodio: «11/9»                                         |
| 2018      | American Horror Story: Apocalypse | Madison Montgomery         | Principal; 7 episodios                                   |
| 2019      | American Horror Story: 1984       | Brooke Thompson            | Principal; 9 episodios                                   |
| 2020      | RuPaul's Drag Race All Stars      | Ella misma / Juez invitado | Episodio: «Historia de terror de Rumerican: Coven Girls» |
| 2023–2024 | American Horror Story: Delicate   | Anna Victoria Alcott       | Protagonista; 9 episodios                                |

## Discografía

### Álbumes de estudio
| Título                                                                        | Detalles | Posicionamiento |
| Título                                                                        | Detalles | US Heat.        |
| ----------------------------------------------------------------------------- | --- | --------------- |
| Unfabulous and More                                                           | - Lanzamiento: 27 de septiembre de 2005 - Formatos: CD, descarga digital - Discográfica: Nickelodeon Records, Columbia Records, Sony Music Entertainment | 46              |
| "—" denotes releases that did not chart or were not released in that country. | |                 |

### Bandas sonoras
| Año  | Serie / Película        | Canciones |
| ---- | ----------------------- | --- |
| 2005 | Unfabulous              | Algunas canciones de la serie aparecen en Unfabulous and More; banda sonora de la misma y álbum debut de Emma Roberts |
| 2005 | Ice Princess            | «If I Had It My Way»                                                                                                  |
| 2005 | Solo sencillo navideño  | «Santa Claus Is Coming to Town»                                                                                       |
| 2006 | Aquamarine              | «Island in the Sun»                                                                                                   |
| 2012 | Celeste & Jesse Forever | «Do It On My Face» |